# Veteran
Veteran é o segundo álbum de estúdio do rapper americano JPEGMafia . O álbum foi lançado em 19 de janeiro de 2018 pela Deathbomb Arc e Republic Records, o álbum contém participações de Freaky, Yung Midpack e Bobbi Rush videoclipe de "Baby I'm Bleeding" foi lançado em 1 de dezembro de 2017. Um segundo vídeo foi lançado em 18 de maio de 2018 para "Real Nega". Em 12 de setembro de 2018, o vídeo de "1539 N. Calvert" foi lançado. O álbum foi lançado com grande aclamação da crítica e apareceu em várias listas de final de ano; em 2019, o site Pitchfork listou o álbum na posição 171 em sua lista dos melhores álbuns da década.

## Gravação
A maior parte de Veteran foi feito enquanto JPEGMafia morava em Baltimore e foi mixado e masterizado quando ele se mudou para Los Angeles em meados de 2017. Ele gravou cerca de 120 músicas e reservou 19 para o álbum. O álbum foi originalmente planejado para ser lançado em 22 de outubro de 2017, seu 28º aniversário. JPEGMafia atribuiu a natureza agressiva e caótica do álbum a "outras merdas" que ele experimentou em Baltimore, e foi capaz de entender isso completamente quando se tornou equilibrado em Los Angeles.

## Lista de músicas
Todas as faixas foram escritas e produzidas por JPEGMafia .
| N.º            | Título                                     | Duração |  |
| 1.             | "1539 N. Calvert"                          |         |  |
| 2.             | "Real Nega"                                |         |  |
| 3.             | "Thug Tears"                               |         |  |
| 4.             | "Dayum"                                    |         |  |
| 5.             | "Baby I'm Bleeding"                        |         |  |
| 6.             | "My Thoughts on Neogaf Dying"              |         |  |
| 7.             | "Rock N Roll Is Dead"                      |         |  |
| 8.             | "DD Form 214"                              |         |  |
| 9.             | "Germs"                                    |         |  |
| 10.            | "Libtard Anthem"                           |         |  |
| 11.            | "Panic Emoji"                              |         |  |
| 12.            | "DJ Snitch Bitch Interlude"                |         |  |
| 13.            | "Whole Foods"                              |         |  |
| 14.            | "Macaulay Culkin"                          |         |  |
| 15.            | "Williamsburg"                             |         |  |
| 16.            | "I Cannot Fucking Wait Til Morrissey Dies" |         |  |
| 17.            | "Rainbow Six"                              |         |  |
| 18.            | "1488"                                     |         |  |
| 19.            | "Curb Stomp"                               |         |  |
| Duração total: | Duração total:                             | 47:13   |  |